# 中村家住宅 (静岡県)
中村家住宅（なかむらけじゅうたく）は、静岡県浜松市中央区雄踏町にある歴史的建造物（民家）。国の重要文化財に指定されている。

## 概要
中村家の初代中村正範は源範頼の末裔の武士と伝わる。7代正清の時代には大和国広瀬郡中村郷に居住し、旧大和川の水運に携わる。南北朝の動乱の際には後醍醐天皇方から参戦し武功を挙げた。14代の正実は今川範忠に仕え敷地郡和田、平松、宇布見、山崎、大白須の五か荘を賜り1483年（文明15年）当地に屋敷を構えた。以後代々今川氏の家臣を勤め16代光貞の頃より浜名湖に水軍を確立するため軍船や商船を取り仕切る今切軍船兵糧奉行の代官となる。しかし1560年（永禄3年）の桶狭間の戦い以降になると中村家は主君今川氏から離反し徳川氏へ臣従する。1568年（永禄11年）徳川家康が遠江侵攻の時、18代中村正吉（源左衛門）は浜名湖の西岸（新所村の辺り）まで南下してきた家康及び酒井忠次ら家臣団を船で出迎え宇布見の南を通り新川を抜け佐鳴湖の東側（小藪村）に上陸させた。築山殿の侍女お万が家康の手付きにより赤子を身籠った時、家康は築山殿の嫉妬を恐れ本多作左衛門にお万を預け当家で保護し匿う。1574年（天正2年）2月8日に於義丸（結城秀康）を出産。中村家の庭に秀康の後産を埋めたとされる場所（胞衣塚）に梅の木があるがこの梅の木は1576年（天正4年）家康が中村家を訪れたときに秀康誕生の祝いに植えたと伝わる。1590年（天正18年）家康の関東移封に伴い、家康から関東へ帯同を請うが正吉はこの地に残ることを決め以後中村家は庄屋となる。江戸時代に入ると藩祖を結城秀康とする福井藩や越前松平家の流れを汲む津山藩からは士分格として扱われ、胞衣塚の修繕費として金銀を与えられる。このように一般の庄屋とは異なり徳川家と深いつながりがある中村家は歴代浜松城主と単独で拝謁ができ、参勤交代で東海道を通行する諸大名に歴代中村家当主が御目見えするのが恒例となっていた。

## 歴史
- 1574年（天正2年）2月8日 - 徳川家康の次男結城秀康が誕生。
- 1688年（貞享5年）頃 - 現在の主屋が建てられる。
- 1973年（昭和48年）6月2日 - 主屋が重要文化財に指定される。

## 建物
- 主屋
- 土蔵
- 長屋門

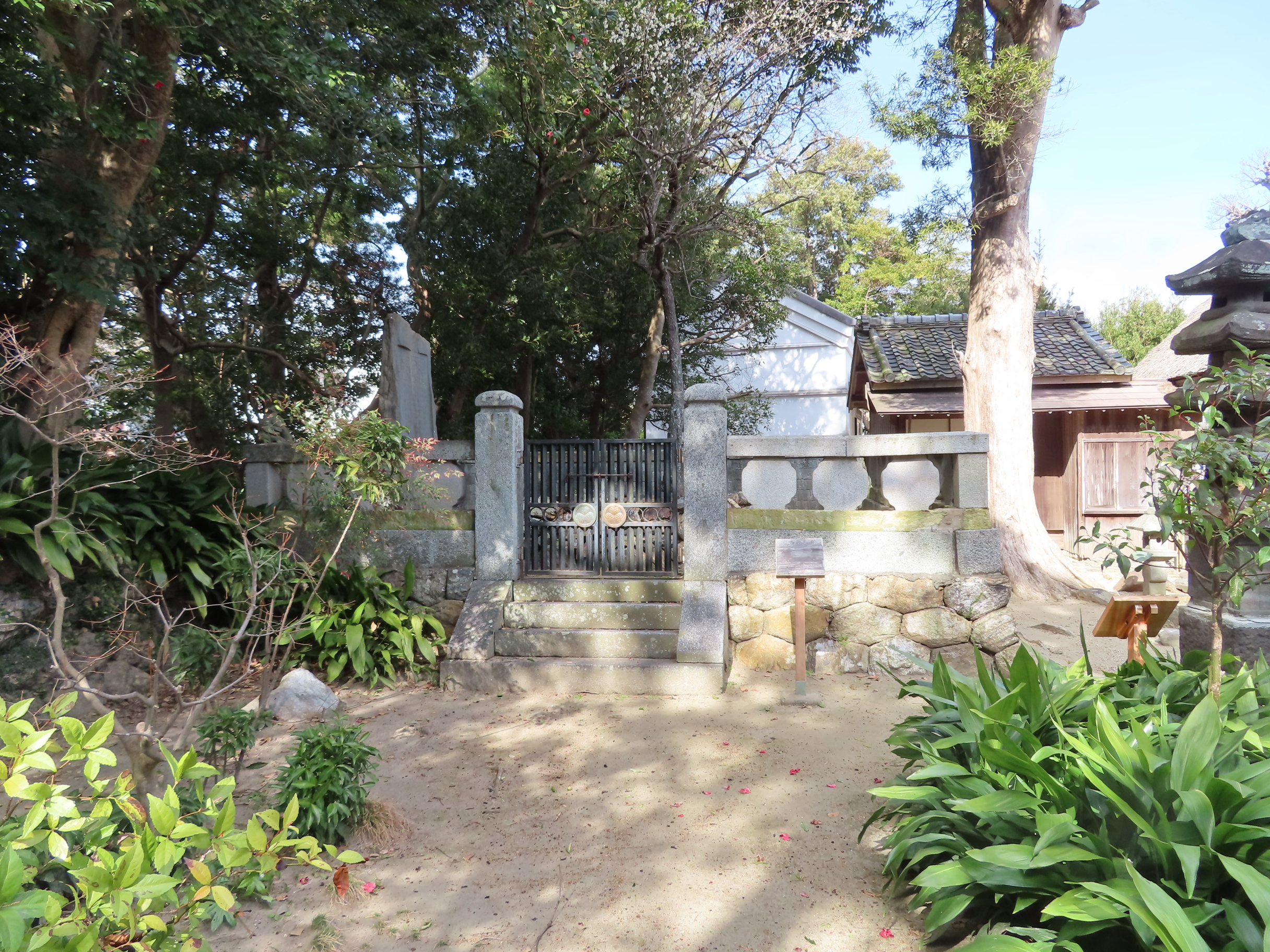
胞衣塚

- 胞衣塚

## 利用案内
- 開館時間
  - 午前9時30分～午後4時30分
- 開館日
  - 毎週金曜・土曜・日曜・祝日
- アクセス
  - 遠鉄バス志都呂宇布見線「宇布見領家バス停」下車後徒歩1分
  - JR東海道本線舞阪駅から徒歩20分